# Aname tasmanica
Aname tasmanica is een spinnensoort uit de familie Anamidae. Deze soort is de enige uit het geslacht Aname, die normaal gezien endemisch zijn in Australië, die voorkomt in Tasmanië. Vandaar ook de naam.
De spin bouwt een vrij ongewoon hol in de vorm van een Y, waarbij de ene gang korter is dan de andere. De langste gang is de ingang, de kortere is voor voedselopslag.
Een beet van deze spin is niet extreem gevaarlijk, maar men moet toch steeds voorzichtig zijn met allergische reacties. In de normale gevallen veroorzaakt een beet roodheid, jeuk en lokale pijn.